# Elisabeth Beaurain-Pihkala
Nina Jeanne Elisabeth Beaurain-Pihkala, född 15 april 1906 i Paris, död 1995, var en finländsk agronom. Hon ingick 1959 äktenskap med professor Olli Pihkala. 
Beaurain, som var dotter till juris doktor, bankprokurist Edouard Fernand Beaurain och pianisten Maria Elisabeth Collan, blev student 1922 och avlade agronomexamen 1927. Hon var lantbruksklubbledare på Tykö bruk 1930, inspektör och sekreterare för lantbruksklubbverksamhet i Svenska lantbrukssällskapens i Finland förbund 1929–1946, tjänsteman vid Banque Worms i Paris 1947, avdelningssekreterare vid Standard Française des Pétroles i Paris 1947–1949 samt generalsekreterare i Finlands FAO-kommission och redaktör för FAO-meddelanden från 1949.  Hon var Finlands delegat vid FAO:s konferenser 1951, 1953, 1957 och 1959.
Beaurain var medlem av Svenska Kvinnoförbundets centralstyrelse 1941–1950 och av Svenska folkpartiets centralstyrelse 1951–1956. Hon var viceordförande för Finlands FN-förbund från 1957 och för Cercle Franco-Finlandais från 1952. Hon var kårchef för Helsingfors svenska flickscouter 1936–1940 och medlem av Scoutrörelsens ideella råd 1955.